# Valerij Bortjin
Valerij Viktorovitj Bortjin (ryska: Валерий Викторовин Борчин), född den 3 juli 1986, är en rysk gångare. 
Bortjin var 1 juni 2005 - 31 maj 2006 avstängd för dopning. Efter att kommit tillbaka blev han silvermedaljör vid EM 2006 i Göteborg. Han deltog även vid Olympiska sommarspelen 2008 i Peking där han blev guldmedaljör på 20 km gång. 
Vid VM 2009 i Berlin vann han guld på 20 km gång på tiden 1.18.41. I Daegu 2011 försvarade han världsmästartiteln med tiden 1.19.56. Han blev senare fråntagen båda sina VM-guld.

## Personliga rekord
- 20 km gång - 1.14.38